# Anton Jeločnik
Anton Jeločnik, slovenski gledališki režiser, igralec in organizator,  24. maj 1848, Ljubljana, † (?).
Po ustanovitvi Dramatičnega društva v Ljubljani je v njegovem začetnem obdobju od leta 1869 do 1886 igral, režiral ter uveljavljal tehtnejši repertoar. Med drugimi vlogami je igral tudi Wurma v drami Kovarstvo in ljubezen Friedricha Schillerja in Spiegelberga v Razbojnikih istega avtorja.